# San Andrés (Pasto)

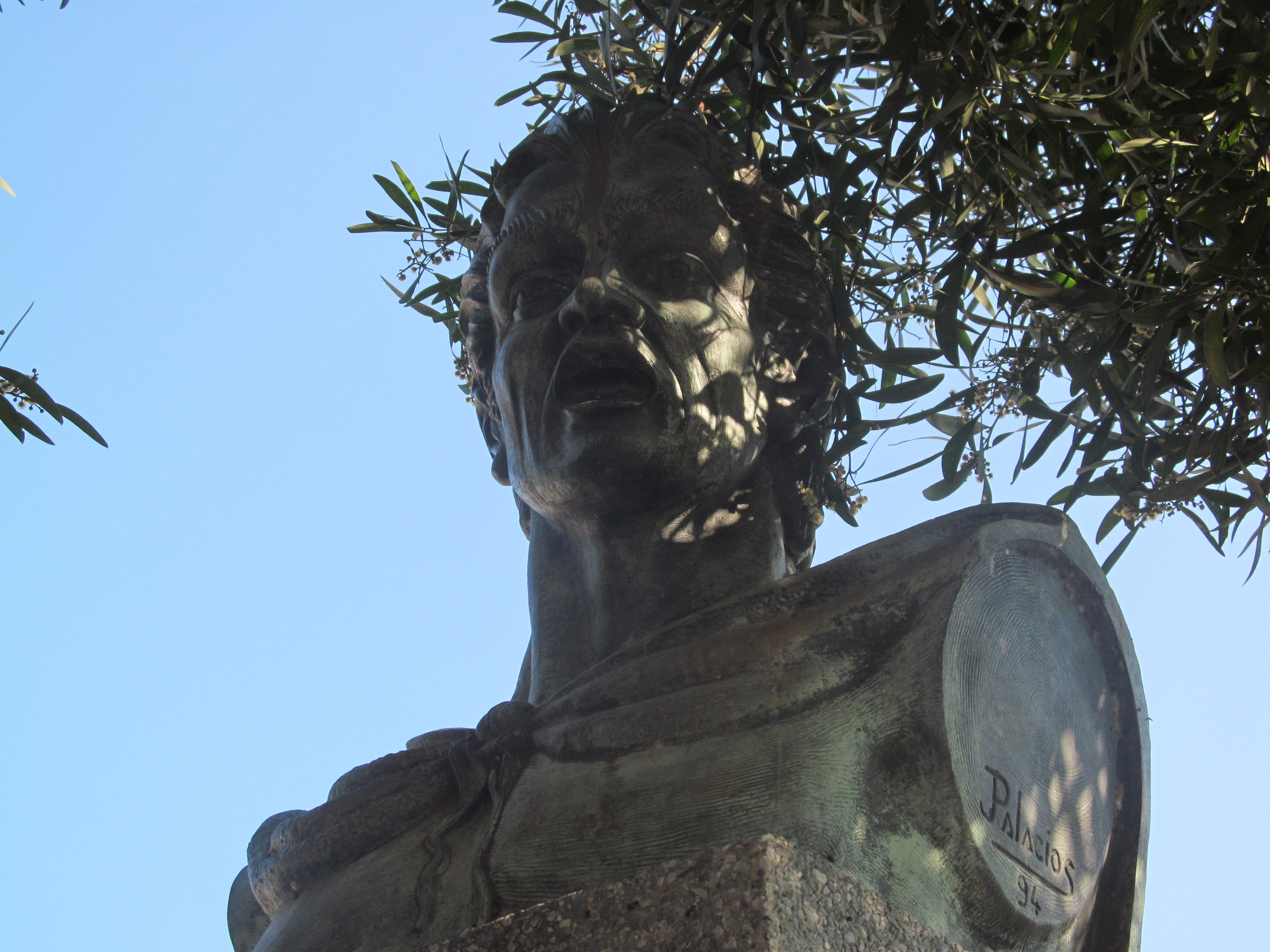
Statue des Unabhängigkeitshelden Gonzalo Rodríguez vor der Kirche

Die römisch-katholische Kirche San Andrés in Pasto wurde 1938 errichtet und bei ihrer Kirchweihe mit dem Patrozinium Apostel Andreas versehen. Ihre Vorgängerkirche wurde 1580 erbaut und durch Erdbeben zerstört. Im Inneren der Kirche befindet sich die geschnitzte Holzskulptur einer Virgen de los Dolores (auch als La Dolorosa bekannt). Die Kirche ist eine Einrichtung (Parroquia) des Bistums Pasto.
Vor der Kirche befindet sich der Parque Ambiental Rumipamba mit der Statue des Unabhängigkeitshelden Gonzalo Rodríguez, der 1564 ebendort enthauptet wurde.